# Hakomi
Hakomi ist eine körper- und erfahrungsorientierte Psychotherapiemethode. Sie wurde in den 1970er Jahren von Ron Kurtz (1934–2011) entwickelt, der dabei von Wilhelm Reich und Alexander Lowen entwickelte Körperpsychotherapiemethoden in eine eigene Methode integrierte.
Das Wort „Hakomi“ stammt aus der Sprache der Hopi-Indianer und bedeutet „Der, der du bist“ oder in der Frageform „Wer bist du?“ Es umschreibt den Kern der Hakomi-Methode: die Erforschung der Selbstorganisation.

## Konzept
Die Hakomi-Methode kombiniert Psychotherapie und systemische Theorie mit östlicher Philosophie und körperzentrierten Techniken. Kurtz verbindet in Hakomi fünf Prinzipien: innere Achtsamkeit, Einheit, Gewaltfreiheit, Selbstorganisation und die Körper-Geist-Einheit.
- Das Prinzip der Achtsamkeit ist nach Nyanaponika „das klare, unabgelenkte Beobachten dessen, was im Augenblick der jeweils gegenwärtigen Erfahrung (einer äußeren oder inneren) wirklich vor sich geht (…) ohne bewertend Stellung zu nehmen“.[1] Im Unterschied zur Achtsamkeitsübung in der Verhaltenstherapie nach Jon Kabat-Zinn wendet Hakomi den Bewusstseinszustand der Achtsamkeit direkt in der therapeutischen Arbeit an und vertieft dadurch die gegenwärtige Erfahrung auf den verschiedenen Ebenen des Erlebens – körperlich, emotional und mit allen Sinnen. Schon seit ihrer Entstehung in den 1970er Jahren integriert die Hakomi-Methode Achtsamkeit unmittelbar in den therapeutischen Prozess.
- Das Prinzip der Einheit geht von der Vernetztheit aller Dinge aus und lehnt sich dabei an die Theorie der Komplexen Adaptiven Systeme[2] an. In der Praxis der Hakomi-Methode schlägt sich dies in einer grundsätzlich systemischen Sichtweise nieder, sowohl die Innenwelt des Klienten als auch die therapeutische Beziehung betreffend.
- Im Prinzip der Gewaltfreiheit gelten bei Kurtz auch subtilere Formen wie Manipulation, Suggestion, Drängen und Konfrontation als Gewalt. Ron Kurtz hat spezielle Techniken entwickelt, um gewaltfrei mit Widerständen und inneren Barrieren zu arbeiten. Er geht dabei davon aus, dass die Gewaltfreiheit Vertrauen bildet und Sicherheit schafft, so dass ein tieferer Zugang zu den geschützten inneren Bereichen möglich wird. Gleichzeitig wird auf diese Weise auch für den Therapeuten das Arbeiten leichter und anstrengungsloser.
- Das Prinzip der Selbstorganisation (Organizität) postuliert, dass jedem lebenden System die Fähigkeit zur Selbstheilung innewohnt. In der Hakomi-Methode versucht der Therapeut diesen Prozessen zu folgen, statt sich an seinen eigenen Vorstellungen zu orientieren und bestimmte Ziele anzusteuern. Vielmehr versucht er, günstige Bedingungen dafür zu schaffen, dass die achtsam beobachtete Innenwelt des Klienten selbst die Richtung vorgibt, in die sie sich bewegen will, um überholte Limitierungen zu lösen und neue, erweiternde Erfahrungen zu machen.
- Das Prinzip der Körper-Geist-Einheit betont die Untrennbarkeit von Körper und Geist. So können über den Körper vor allem Ebenen und prägende Erfahrungen, die nicht mental bewusst sind, zugänglich gemacht werden. Die Annahme, dass der Mensch ein Organismus ist, in dem alle geistigen, seelischen und körperlichen Prozesse untrennbar miteinander verbunden sind, spielt in allen Körperpsychotherapiemethoden eine grundlegende Rolle und erfährt durch neuere Neurobiologische Forschungsergebnisse z. B. von António R. Damásio[3] und von L. Cozolino[4] Unterstützung.

## Rechtlicher Status der Methode in Deutschland
Hakomi ist, wie Körperpsychotherapie insgesamt, kein in den deutschen Psychotherapierichtlinien anerkanntes Verfahren und kann nicht mit einer Krankenkasse abgerechnet werden.